# Формула-2 — Чемпіонат 2025
Чемпіонат Формули-2 2025 року — сезон чемпіонату світу з автоперегонів у класі Формула-2, який проводиться під егідою ФІА. Чемпіонат відбувається у період з березня по грудень та складався з 14 етапів. Сезон розпочався з Гран-прі Австралії 15 березня та закінчиться на Гран-прі Абу-Дабі 7 грудня.